# Băile Felix
Băile Felix (węg. Felixfürdő) – wieś uzdrowiskowa w gminie Sânmartin, okręgu Bihor, w pobliżu Oradei w Rumunii. W 2011 roku na stałe zamieszkiwałą ją 495 mieszkańców. Jest jednym z najbardziej znanych uzdrowisk kraju. Leczy się tu choroby reumatyczne i dermatologiczne.
W pobliżu znajduje się inne uzdrowisko – Băile 1 Mai.